# Jardim Botânico de Gotemburgo

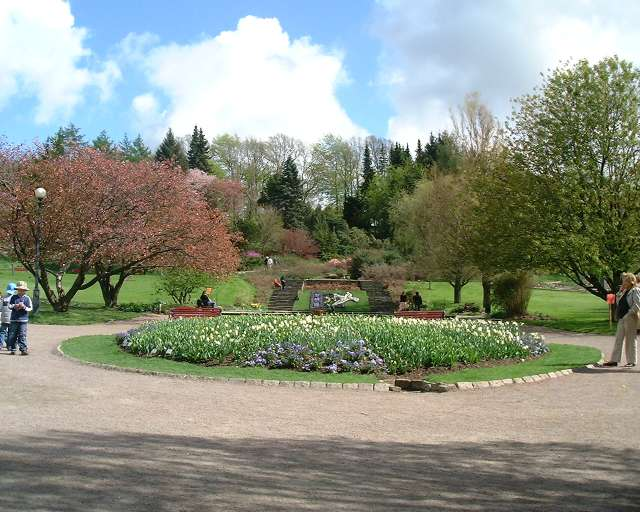
Jardim Botânico de Gotemburgo

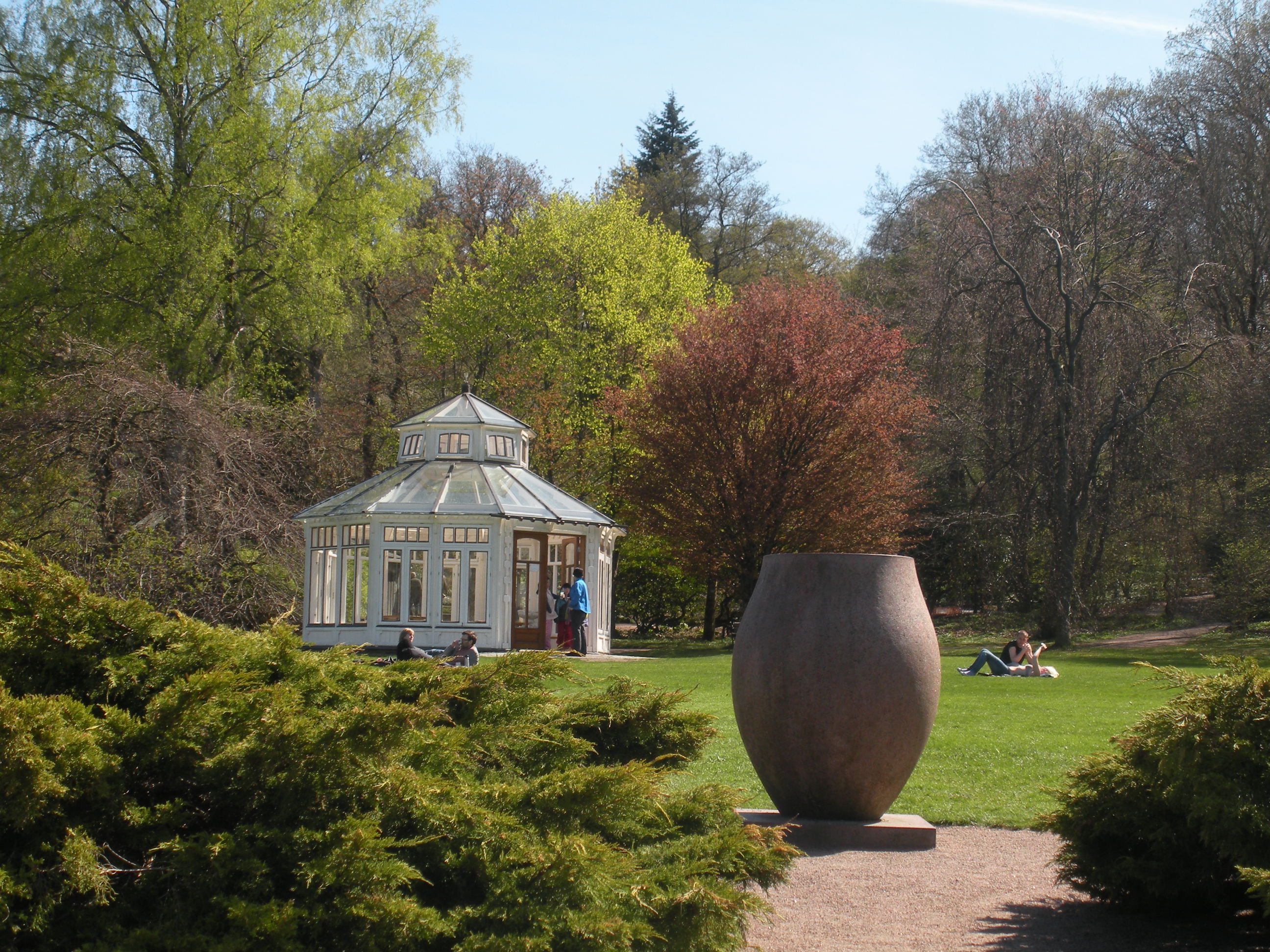
O pavilhão do jardim - lusthuset

O Jardim Botânico de Gotemburgo - em sueco Göteborgs botaniska trädgård - é o maior jardim botânico da Suécia e do norte da Europa.
Situado na cidade de Gotemburgo, tem uma área total de 175 ha, incluindo uma parte da reserva natural de Änggårdsbergen.
Imediatamente ao lado, fica o parque municipal de Slottsskogen.
No espólio do jardim entram mais de 16 000 plantas ao ar livre, além de 4 000 na sua estufa, das quais 1 500 orquídeas.

## Alguns espaços
- Arboreto  (Arboretum, com árvores e arbustos da Ásia, América e Europa)
- Vale japonês
- Jardim dos rochedos (Klippträdgården, com 5 000 plantas)
- Estufa (Växthusen, com uma área tropical, uma área desértica com uns 1000 cactos e uma área de orquídeas com umas 1600 espécies)
- Horta familiar
- Vale dos rododendros
- Vale das anémonas
- Casa das palmeiras